# Two Comedians
Two Comedians (Deux comédiens, parfois Deux Personnages comiques en français) est une peinture à l'huile sur toile réalisée par  l'artiste américain Edward Hopper en 1965 et conservée dans une collection privée depuis une vente par Sotheby's/Christie's à New York, le 16 novembre 2018, après avoir appartenu précédemment aux époux Sinatra entre 1972 et 1995 quand ils habitaient Rancho Mirage.

## Description
Deux comédiens costumés de blanc en Colombine et Pierrot, personnages de la Commedia dell'arte, viennent saluer la salle sur le devant de la scène vue en contre-plongée. Le bas du tableau est occupé par les boiseries jaunes moulurées du bord de scène remontant vers la droite cachant un décor de verdure. Le fond est bleu nuit.

## Analyse
Les deux personnages, un très grand tenant la main du plus petit, saluent leurs spectateurs. Tel un présage d'une mort à venir, les historiens s'accordent à dire que l’œuvre représente le dernier salut du couple Jo et Edward Hopper au monde, où l'artiste rend hommage à sa femme : le peintre, alors à la santé chancelante avec un glaucome et une affection de la cataracte, ne voulant plus rester seul après de nombreuses années de relations orageuses dans son couple. Il savait que sa santé chancelante l'empêcherait de peindre et c'est son dernier tableau : il meurt en 1967 et sa femme en 1968. Manifestement inspirée des protagonistes des Enfants du Paradis, qu'il appréciait, la scène prend le contrepied des autres compositions du maître qui n'y montrait que des personnages s'ignorant l'un l'autre, ou dans la solitude. 